# Пьяченца (футбольный клуб)
«Пьяченца» (итал. Piacenza Calcio 1919 S.s.d.r.l) — итальянский футбольный клуб из города Пьяченца, выступающий с сезона 2012/13 в Серии С2. Основан в 1919 году. Домашние матчи проводит на стадионе «Леонардо Гарилли», вмещающем 21 608 зрителей. Наивысшим достижением клуба в Серии А стало 12 место в сезонах 1997/1998 и 2001/2002.
В сезоне 2010/11 клуб занял в Серии В 19-е место и выбыл в Серию С1, где сначала отказался выступать из-за нехватки денежных средств. Президент клуба по этому поводу сказал: «Мой отец купил „Пьяченцу“ летом 1983 года. С тех пор мы вложили вместе с ним в клуб € 100 млн. Моя семья руководила клубом 29 лет. За последние 20 лет мы были одним из 11 клубов, который никогда не опускался в серию С. То, что случилось сейчас, не сопоставляется с моим менталитетом и историей команды. Поэтому я заявляю официальным лицам, фанатам и людям, которые работали в клубе, что „Пьяченца“ не будет в следующем сезоне выступать в серии С». Несмотря на это клуб всё-таки играл в Серии С1, но занял там 17-е место (из-за штрафа в 9 очков) и выбыл ещё ниже — в Серию С2.
После банкротства «Пьяченца» прекратила своё существование. Клуб был тут же реорганизован из любительского клуба «Либертаспес» и переименован в «Лупа Пьяченца». В сезоне 2011-12 команда стала выступать в Эчелензе Эмилии-Романьи и в первом сезоне одержала победу, завоевав право выступать в Серии D.
Летом 2013 года клуб был переименован в «Пьяченца Кальчо 1919».

## Текущий состав
| №  |                           | Поз. | Имя                 | Год рождения |
| -- | ------------------------- | ---- | ------------------- | ------------ |
| 1  | Флаг Италии               | Вр   | Леандро Прателли    | 2002         |
| 2  | Флаг Италии               | Защ  | Франческо Рилло     | 2000         |
| 3  | Флаг Италии               | Защ  | Франческо Козенца   | 1986         |
| 4  | Флаг Италии               | Защ  | Риккардо Нава       | 1996         |
| 5  | Флаг Албании              | Защ  | Шакир Тафа          | 1998         |
| 7  | Флаг Италии               | ПЗ   | Давид Ламеста       | 2000         |
| 8  | Флаг Боснии и Герцеговины | ПЗ   | Чазим Сульич        | 1996         |
| 9  | Флаг Литвы                | Нап  | Эдгарас Дубицкас    | 1998         |
| 10 | Флаг Италии               | ПЗ   | Алессандро Чезарини | 1989         |
| 12 | Флаг Италии               | Вр   | Никола Тинтори      | 2000         |
| 13 | Флаг Италии               | Защ  | Паоло Марчи         | 1991         |
| 14 | Флаг Италии               | ПЗ   | Лука Кастилья       | 1989         |

| №  |                 | Поз. | Имя                | Год рождения |
| -- | --------------- | ---- | ------------------ | ------------ |
| 15 | Флаг Италии     | Защ  | Тино Паризи        | 1995         |
| 18 | Флаг Гамбии     | ПЗ   | Юсуфа Бобб         | 1996         |
| 19 | Флаг Италии     | Нап  | Симоне Рабби       | 2001         |
| 21 | Флаг Италии     | Защ  | Симоне Джордано    | 2001         |
| 22 | Флаг Италии     | Вр   | Симоне Стуччи      | 2000         |
| 23 | Флаг Италии     | Защ  | Андре Корбари      | 1994         |
| 24 | Флаг Италии     | ПЗ   | Андре Марино       | 2001         |
| 25 | Флаг Италии     | ПЗ   | Николо Армини      | 2000         |
| 26 | Флаг России     | ПЗ   | Юрий Гонци         | 1994         |
| 27 | Флаг Италии     | ПЗ   | Давид Мунари       | 2000         |
| 30 | Флаг Италии     | ПЗ   | Массимилиано Росси | 1997         |
| 39 | Флаг Черногории | Нап  | Филип Райчевич     | 1993         |

### Игроки в аренде
| № |             | Поз. | Имя                                                   | Год рождения |
| - | ----------- | ---- | ----------------------------------------------------- | ------------ |
| — | Флаг Италии | Вр   | Филиппо Ансальди (в «Кароннезе» до 30 июня 2022 года) |              |

| № |             | Поз. | Имя                                                | Год рождения |
| - | ----------- | ---- | -------------------------------------------------- | ------------ |
| — | Флаг Италии | Защ  | Роберто Кодромаз (в «Терамо» до 30 июня 2022 года) |              |

## Достижения
Англо-итальянский кубок: (1)
- Победитель: 1986

Серия B: (1)
- Победитель: 1994-95
- 2 место: 2000-01
- 3 место: 1992-93

## Известные игроки
- Филиппо Индзаги
- Альберто Джилардино
- Марко Маркьонни
- Антонио Ночерино
- Алессандро Лукарелли
- Симоне Пепе
- Флавио Рома
- Джузеппе Синьори
- Пьетро Верховод
- Энцо Мареска
- Дарио Убнер
- Эусебио Ди Франческо
- Симоне Индзаги
- Сергей Гуренко
- Матузалем
- Амаури
- Раджа Наингголан

## Известные тренеры
- Юлиус Коростелев
- Луиджи Симони
- Вальтер Новеллино
- Джузеппе Якини